# Jason Hughes
Jason Hughes, född 18 december 1971 i Porthcawl i Wales, är en brittisk skådespelare. Hughes har medverkat i Livet kan börja och Morden i Midsomer. Han bor i Brighton med sin fru Natasha. Tillsammans har de tre barn.

## Roller i urval
- Morden i Midsomer (TV-serie) som Detective Constable/Sergeant Ben Jones (2005-2013, 2017)
- Mine All Mine (gästskådespelare)
- Waking the Dead (gästskådespelare)
- Casualty (gästskådespelare)
- Läkarna på landet (gästskådespelare)
- Livet kan börja (1996)
- Red Mercury (2005)
- Dead Long Enough (2005)
- Killing Me Softly (2002)
- The Pact (2021)